# 板倉勝成
板倉 勝成（いたくら かつしげ）は、江戸時代後期の大名。備中国庭瀬藩の第9代藩主。通称は鋭次郎、脩次郎。官位は従五位下・越中守。重宣系板倉家10代。

## 略歴
陸奥国磐城平藩主・安藤信由の次男として誕生した。初名は信中。兄に幕末の老中・安藤信正がいる。

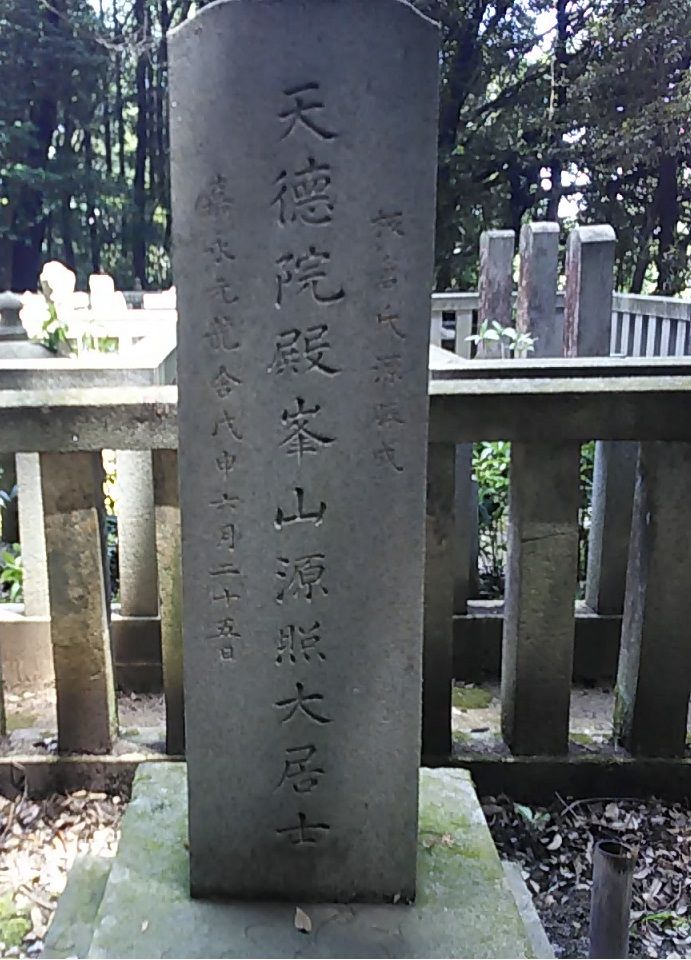
板倉勝成の墓(西尾市長圓寺)

先代藩主・板倉勝貞の養子となっていた勝敬が早世したため、代わって養嗣子となり、嘉永元年（1848年）3月21日に勝貞の隠居により家督を継いだ。しかし同年6月25日に28歳で死去し、跡を養嗣子の勝全が継いだ。法号は天徳院殿峰山源照大居士。

## 系譜
- 父：安藤信由（1801年 - 1847年）
- 母：不詳
- 養父：板倉勝貞（1801年 - 1849年）
- 養子
  - 男子：板倉勝全（1830年 - 1858年） - 酒井忠恒の三男